# Comunión Tradicionalista Carlista (1986)
La Comunión Tradicionalista Carlista (CTC) es un movimiento político español, previamente un partido político constituido en 1986 en el llamado «Congreso de Unidad Carlista» celebrado en San Lorenzo de El Escorial (Madrid), en el cual se unificaron diversos grupos carlistas de ideario tradicionalista, en desacuerdo con la evolución izquierdista del Partido Carlista de Carlos Hugo de Borbón-Parma.
Toma el nombre del partido político del carlismo desde finales del siglo XIX Comunión Tradicionalista, con el añadido de 'carlista' (tradicionalista-carlista) que se le dio en ocasiones durante la década de 1930 por iniciativa de Don Alfonso Carlos.
En el «Congreso de Unidad Carlista» participaron tres partidos políticos diferentes: la Comunión Católico-Monárquica, vinculada al «Centro de Estudios General Zumalacárregui» de Francisco Elías de Tejada, localizada en Madrid; Unión Carlista, integrada por los últimos partidarios del Carloctavismo y de la Regencia de Estella, con implantación en Vizcaya y Cataluña; la Comunión Tradicionalista, constituida por antiguos seguidores de Javier de Borbón-Parma, con presencia en Valencia, Sevilla, Madrid y Asturias; y antiguos miembros del Partido Carlista.

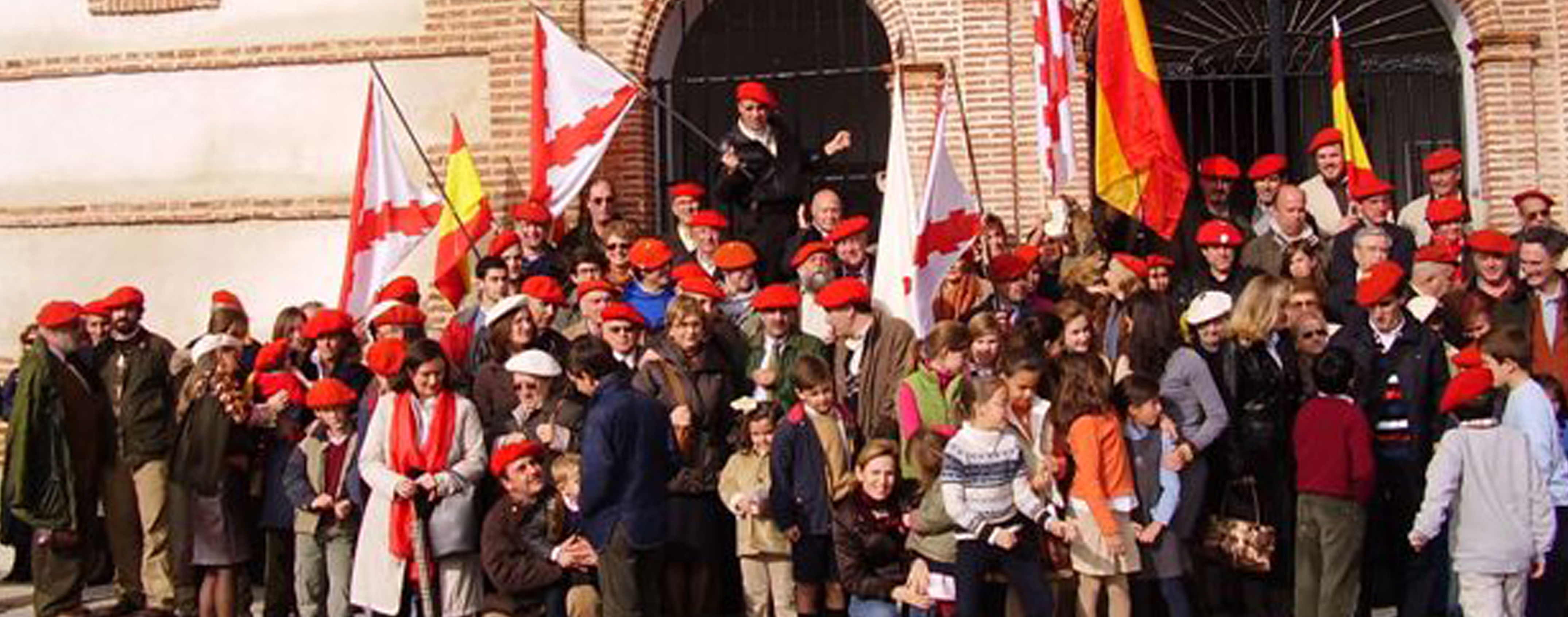
Celebración de la fiesta de Cristo Rey en el Cerro de los Ángeles (Getafe)

En 1996 fueron expulsados los sectores seguidores de Sixto Enrique de Borbón, quienes, en el año 2000, reconstituyeron su organización política propia, bajo su liderazgo, readoptando el mismo nombre de Comunión Tradicionalista.

## Ideología
La CTC afirma que su posición política se concentra en el lema histórico del carlismo, "Dios, Patria, Fueros, Rey". Mantiene también la simbología histórica carlista, incluidas la Cruz de San Andrés, la Marcha de Oriamendi y la clásica boina roja o blanca.
Pretende un modelo de organización social calificado de "natural" e inspirado en la tradición política de España, formado por los reinos y las divisiones territoriales que se fueron formando durante la Reconquista. Quiere, así, reemplazar los Estatutos de Autonomía por un sistema foral de respeto a la subsidiariedad. Además, pretenden eliminar los partidos políticos e implantar un sistema político orgánico de representación directa y no a través de partidos.
En cuanto a la cuestión religiosa, la CTC es una agrupación confesionalmente católica, afirmando defender como base de su acción política la Doctrina Social de la Iglesia. Parte del principio "Nada sin Dios", que defiende en su programa político: asume el Derecho Público Cristiano, aplicando una cosmovisión católica a todos los aspectos de la vida social. En esta, línea la CTC es radicalmente contraria al divorcio, el aborto, la eutanasia, los matrimonios entre personas del mismo sexo, el laicismo institucional en la educación pública y cualquier otro concepto contrario a la visión católica de la familia o la vida.

### Cuestión dinástica
La CTC desde su creación se define como monárquica y legitimista aunque actualmente no reconoce a ningún pretendiente como Rey. El último Rey de la Dinastía Carlista al que reconoce oficialmente como Rey Legítimo es Alfonso Carlos I, fallecido en 1936.
El 4 de noviembre de 2016 su Junta de Gobierno hizo una Declaración política planteando una posición equidistante entre Carlos Javier de Borbón Parma y su tío Sixto Enrique.

### Política económica
La CTC justifica su programa en orientación con la Doctrina Social de la Iglesia, aunque no hay una hoja de ruta clara en materia económica. Hay cierta división en relación con el capitalismo y la economía de mercado, con ciertas tensiones de carácter considerable (hay enfrentada una programática de mayor inspiración falangista).
Se ha acusado a aquellos que son más favorables a las tesis de libre mercado de la Escuela de Chicago y la Escuela Austriaca de infiltrarse en el partido (de hecho se ha acusado a algunos de ellos, ahora en VOX, de consolidar un caucus paleolibertario.
Los austriacos son más proclives a seguir a Rubén Manso Olivar, Miguel Anxo Bastos y Jesús Huerta de Soto, mientras que la facción opuesta se inspira por el economista Daniel Marín Arribas, la investigadora Felisa Turuleta y el asesor fiscal Javier de Miguel Marqués.
Hay de hecho dos medios digitales muy involucrados en esta tensión. La parte más favorable al mercado tiene al diario Navarra Confidencial mientras que la parte más crítica con el libertarismo cuenta con la Asociación Editorial Tradicionalista, favorable a distanciarse de los primeros. Ambos fueron fundados por gente que en algún momento tiene o ha tenido responsabilidad en la CTC.

## Estructura y actividades
La CTC tiene una estructura de trabajo basada en una Junta de Gobierno, cuyo presidente actual desde octubre de 2022 es Javier Garisoain, y su secretario general es Javier Mª Pérez Roldán. Esta Junta de Gobierno se conforma a partir del Congreso Nacional. Existen círculos y grupos carlistas en diversas poblaciones españolas como Madrid, Barcelona, Bilbao, Valencia, Pamplona, Sevilla, Liria (Valencia), etc., manteniendo vínculos con grupos católicos tradicionalistas de otros países. Tiene además una asociación juvenil, llamada Cruz de Borgoña, que organiza campamentos juveniles anuales, así como la revista bimensual Ahora Información. Está vinculada, junto con otras organizaciones, a la Liga Tradicionalista.

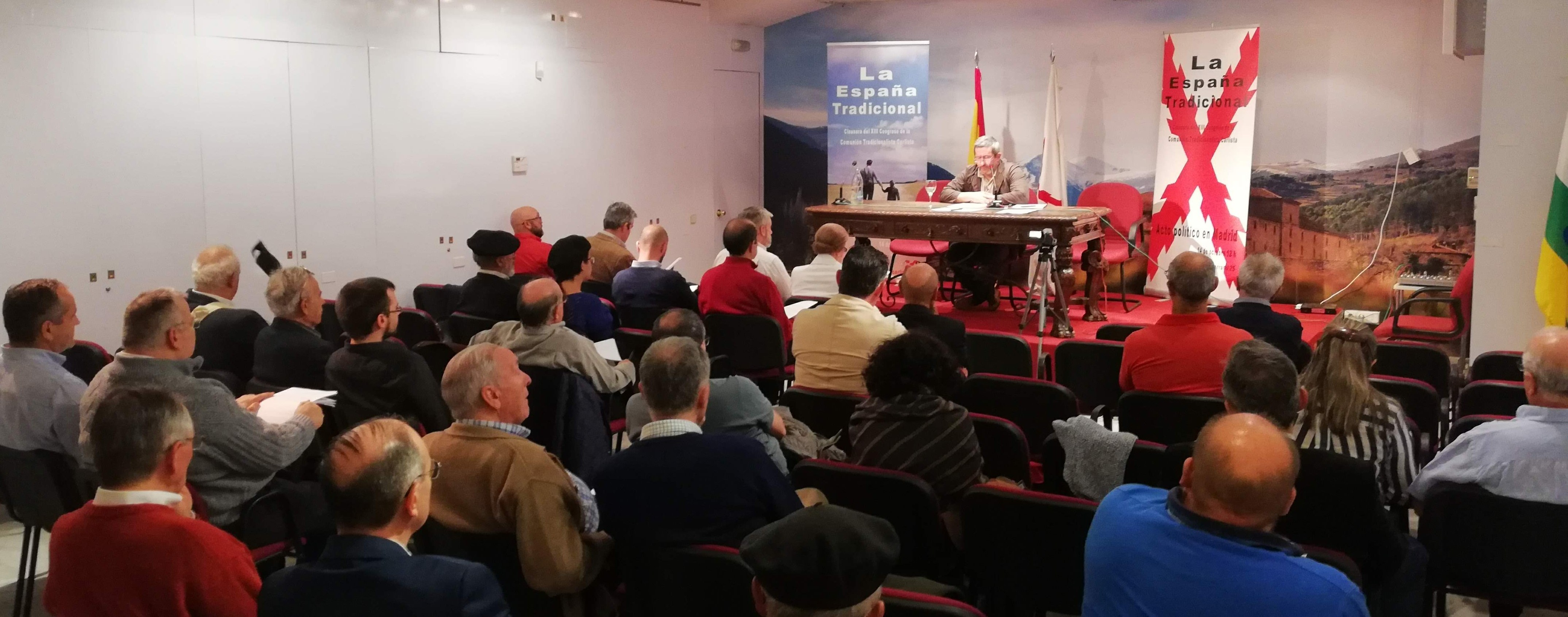
XIII Congreso de la CTC, celebrado en Madrid en el mes de octubre de 2018)

La CTC ha tomado parte de diversas manifestaciones en contra de la política del gobierno de José Luis Rodríguez Zapatero: contra el matrimonio entre personas del mismo sexo (2005), contra la Ley Orgánica de Educación (2006), contra la negociación de su gobierno con ETA en Pamplona (2007), y contra la ampliación de la Ley del Aborto (17 de octubre de 2009), entre otras.
El 28 de diciembre de 2012 la CTC fue una de las entidades convocantes de concentraciones "provida" en varios lugares de España como Madrid, Barcelona, Pamplona, Valencia, Valladolid, Santander, Zaragoza, Sevilla, Granada o Jaén. Las otras entidades convocantes fueron los partidos y organizaciones ultraderechistas Alternativa Española (AES), Derecha Navarra y Española (DNE), la asociación Cruz de San Andrés y el Foro Arbil. El manifiesto registró la adhesión de otras 48 asociaciones.

## Participación electoral

### Elecciones al Parlamento europeo 1994
| Comicios | Candidato        | Votos  | %               | Parlamentarios | Posición | Resultado          | Notas               |
| -------- | ---------------- | ------ | --------------- | -------------- | -------- | ------------------ | ------------------- |
| 1994     | No hay candidato | 5 226  | \| \| 0.03 % \| | 0/64           | 26.º     | Sin representación | Candidatura propia. |
|          | No hay candidato | 0.03 % |                 |                | 26.º     | Sin representación |                     |

La formación política se presenta por primera vez en 1994, en candidatura única en circunscripción nacional. No obtiene un resultado suficiente para obtener representación. Obtiene en toda España 5.226 votos (0,03%), de los que 473 lo fueron en Navarra (0,21%).

### Elecciones al Senado de 2004
| Comicios | Candidato        | Votos  | %               | Senadores | Posición | Resultado          | Notas               |
| -------- | ---------------- | ------ | --------------- | --------- | -------- | ------------------ | ------------------- |
| 2004     | No hay candidato | 23 852 | \| \| 0.10 % \| | 0/208     | 38.º     | Sin representación | Candidatura propia. |
|          | No hay candidato | 0.10 % |                 |           | 38.º     | Sin representación |                     |

Concurre a las elecciones generales de 2004, presentando candidaturas al Senado en muchas de las circunscripciones electorales, y obteniendo cerca de 25.000 votos.

### Elecciones al Senado de 2008
| Comicios | Candidato        | Votos  | %               | Senadores | Posición | Resultado          | Notas               |
| -------- | ---------------- | ------ | --------------- | --------- | -------- | ------------------ | ------------------- |
| 2008     | No hay candidato | 44 050 | \| \| 0.18 % \| | 0/208     | 28.º     | Sin representación | Candidatura propia. |
|          | No hay candidato | 0.18 % |                 |           | 28.º     | Sin representación |                     |

Vuelve a concurrir en las elecciones generales de 2008, se presentó al Senado, esta vez en todas las circunscripciones, obteniendo unos resultados de aproximadamente 45.000 votos para la cámara alta. Obtiene mejor resultado que Falange Española de las JONS y Partido Familia y Vida.

### Elecciones europeas de 2014
| Comicios | Candidato            | Votos  | %               | Parlamentarios | Posición | Resultado          | Notas         |
| -------- | -------------------- | ------ | --------------- | -------------- | -------- | ------------------ | ------------- |
| 2014     | Rafael López-Diéguez | 17 879 | \| \| 0.11 % \| | 0/64           | 25.º     | Sin representación | En coalición. |
|          | Rafael López-Diéguez | 0.11 % |                 |                | 25.º     | Sin representación |               |

Los responsables de los partidos políticos Comunión Tradicionalista Carlista, Alternativa Española y Partido Familia y Vida alcanzaron un acuerdo para acudir juntos a las elecciones al Parlamento Europeo de mayo de 2014. Según su manifiesto, las bases de este acuerdo giran en torno a la defensa del derecho a la vida y de la institución familiar. La coalición finalmente formada en torno a estos tres partidos se denominó Impulso Social. Los resultados electorales de Impulso Social en estas elecciones fueron de 17.879 votos. Tras estos resultados la coalición se separó.

### Elecciones al Parlamento Vasco de 2024
No se presentan y piden el voto de manera oficial para la candidatura Vox, algunos de sus miembros podrán ir como independientes en las listas de Vox.

### Elecciones al Parlamento Europeo de 2024 (España)
Hasta después de la elecciones al Parlamento Vasco de 2024 y las elecciones al Parlamento de Cataluña de 2024 este partido político no decidirá quién es el candidato/a y con qué relación (coalición) de partidos concurren unidos a estas elecciones: Vox, Democracia Nacional (DN), Alternativa Española (AES), Falange Española de las JONS (FE-JONS), FE-La Falange, Partido Familia y Vida, Nudo Patriótico Español (NPe), Alianza Nacional (AN) o Movimiento Católico Español, España 2000, etcétera.